# 今枝直邦
今枝 直邦（いまえだ なおくに）は、江戸時代後期の武士。加賀国加賀藩家老今枝内記家第11代。

## 家系
今枝内記家家は豊臣秀次家臣を経て前田利長に仕えた今枝重直を初代とし、2代直恒、3代近義、4代直方は藩主世子の守役を務め、代々家老。禄高1万4000石。姓は豊臣姓。家紋は四ツ俵。他国との婚姻を禁止する前田家では例外的に、岡山藩池田家家老日置家と縁組を重ねることを許されている。

## 略歴
弘化2年（1845年）加賀藩人持組、今枝直應の長男として生まれる。
元治元年（1864年）5月、藩主世子慶寧の上洛に父直應と共に従い仙洞御所の警備にあたる。7月、禁門の変の際には清和院御門の警備にあたった。11月、第一次長州征討で父と共に安芸国広島まで出陣。
慶応4年（1868年）7月、北越戦争で父に従い長岡に出陣。11月に金沢に凱旋した。明治2年（1872年）4月、父直應の隠居で家督を相続した。
明治7年（1874年）2月、死去。享年30。明治33年（1900年）息子の直規が直應、直邦の明治維新への功績により華族に列し、男爵に叙された。